# 舍爾沙勒
舍爾沙勒（阿拉伯语：‎），或譯歇爾謝爾、謝爾謝爾，是阿爾及利亞的西北的一個臨地中海的小漁港。

## 历史
古時起初為迦太基的貿易據點，稱爲約爾。它後來被改名為凱撒里亞並在前25年成爲附屬於羅馬帝國的茅利塔尼亞王國的首都。此時的舍爾沙勒被後世稱爲約爾凱撒里亞來與其他各個名為凱撒里亞的市鎮分別開來。羅馬帝國時期的約爾凱撒里亞是帝國在非洲沿海的重要港口和希臘化的中心之一。40年，羅馬皇帝卡利古拉下令將受羅馬教育的茅利塔尼亞君主托勒密殺死並兼併了茅利塔尼亞王國。羅馬平定了當地的反抗以後，約在皇帝克勞狄一世之統治時期的42年將它分爲兩個羅馬行省：茅利塔尼亞廷吉他納（或稱毛利塔尼亚廷吉他纳）和茅利塔尼亞凱撒利恩西斯（或稱毛利塔尼亚恺撒利恩西斯）。約爾凱撒里亞成爲茅利塔尼亞凱撒利恩西斯行省的首府。1342年，舍爾沙勒被Awlad Mandil家族領袖阿里·本·拉希德的勢力佔領。1942年10月21日至22日，二戰盟軍曾在此舉行會議。
現今的舍爾沙勒只是小漁港，範圍比古代時少得多。來自舍爾沙勒的名人有羅馬皇帝馬克里努斯和當今女作家，筆名阿西婭·杰巴爾的法蒂瑪·佐哈·伊瑪拉耶。